# Hermann Pardun
Hermann Heinrich Theodor Pardun (* 14. April 1908 in Münster; † 5. August 2009 in Kleve) war ein deutscher Lebensmittelchemiker und Lebensmitteltechnologe, der vor allem in der Fettwissenschaft bedeutend war.

## Leben
Pardun studiert Chemie an der Universität Münster, mit den Nebenfächern Physik, Mathematik, Geologie und Botanik. 1930 legt er dort das „2. Chemische Verbandsexamen“ ab. Durch einen Unfall im Labor verliert er im Studium ein Auge. 1932 promoviert er „Magna cum laude“ mit einer Arbeit über die Aktivierung von Schwermetall-Sulphiden, danach geht er zu Hans Paul Kaufmann an das Institut für Pharmazie und Chemische Technologie der Universität Münster, wo er Probleme der Fettchemie bearbeitet.
Ab 1936 war er Leiter des Entwicklungslabors der Hamburger Firma Noblee und Thörl. Aufgrund der Autarkiebestrebungen des NS-Regimes entwickelt er Verfahren zur Gewinnung synthetischer Fettsäuren, was zu rund 20 Patentschriften führt. Im Jahr 1948 wurde Pardun Mitarbeiter des Zentrallabors von Unilever; hier arbeitet er vor allem über eine Verbesserung der Ölsaatenextraktion. Schließlich wird er stellvertretender Leiter des Unilever-Zentrallabors in Hamburg-Bahrenfeld.
Im Jahr 1954 bot ihm Unilever die Position als Leiter des Labors für Qualitätssicherung einer Margarine-Fabrik in Kleve an. Pardun erweitert das Labor um ein Entwicklungslabor, es übernahm in der Folge teilweise auch Entwicklungsarbeiten für andere Fabriken des Unilever-Konzern. Pardun forschte vor allem über eine verbesserte Extraktion der Öle aus Ölsaaten, über verschiedene Lecithine (etwa aus Raps im Vergleich zu Soja) und ihre Emulgationseigenschaften. Weiterhin hat er auch über die Fraktionierung von Palmöl gearbeitet, das in den 1950er Jahren eine Haupt-Rohstoffquelle für die europäische Margarine-Industrie wurde. Die hochschmelzenden Fraktionen des Palmöls konnten als Ersatz für die teurere Kakao-Butter benutzt werden.
Pardun ging 1973 in den Ruhestand. Auch danach noch leitete er bis 1975 die Fachgruppe „Analyse und Einheitsmethoden“ der Deutschen Gesellschaft für Fettwissenschaft. 1976 veröffentlichte er die Monographie „Analyse der Nahrungsfette“, die aus einem umfangreichen Kapitel „Analyse der Fette und Fettprodukte“ im „Handbuch der Lebensmittelchemie“ hervorgegangen ist. Eine weitere Monografie „Die Pflanzenlecithine“ legte er im Jahr 1988 vor. Insgesamt hat Pardun etwa 60 Publikationen vorgelegt.

## Bezug zur Deutschen Gesellschaft für Fettwissenschaft und Hermann-Pardun-Preis
Im Jahr 1936 gehörte Pardun gemeinsam mit Hans Paul Kaufmann zu den Begründern der Deutschen Gesellschaft für Fettwissenschaft (DGF, Gründungsname: Deutsche Gesellschaft für Fettforschung). Die DGF verlieh Pardun im Jahr 1982 die „Normann-Medaille“. In seiner Dankesrede gab er einen Überblick über seine Arbeiten aus einer Zeit von 50 Jahren, seitdem er mit Hans Paul Kaufmann zusammengearbeitet hatte. Im gleichen Jahr wurde er zum Ehrenmitglied der DGF ernannt.
Aus Anlass seines 100. Geburtstages stiftete die DGF im Jahr 2008 den Hermann-Pardun-Preis für die beste wissenschaftliche Arbeit über Öle oder Fette von Nachwuchswissenschaftlern.

## Auszeichnungen
- 1973: Bundesverdienstkreuz I. Klasse
- 2012: Beschluss des Rates der Stadt Kleve am 4. Juli 2012, eine neue Straße im Industriegebiet zu benennen als „Hermann-Pardun-Straße“

## Veröffentlichungen (Auswahl)
- Analyse der Nahrungsfette. (= Grundlagen und Fortschritte der Lebensmitteluntersuchung und Lebensmitteltechnologie. Band 16). Parey, Berlin/Hamburg 1976, ISBN 3-489-78814-1. (Völlige Neubearb. u. Fortführung von: Werner Wachs: Öle und Fette. Teil 1)
- H. Pardun: 50 Jahre Technologie Pflanzlicher Öle und Fette – ein Erfahrungsbericht. In: Fette Seifen Anstrichm. Band 85, 1983, S. 1–18.
- H. Pardun: Pflanzenlecithine: Wertvolle Wirk- und Hilfsstoffe? In: Fette Seife Anstrichm. Band 91, 1989, S. 45–58.
- Die Pflanzenlecithine: Gewinnung, Eigenschaften, Verarbeitung und Anwendung pflanzlicher Phosphatidpräparate. Verlag für Chemische Industrie Ziolkowsky, Augsburg 1988, ISBN 3-87846-128-3.